# 키르기스스탄의 행정 구역
키르기스스탄의 최상위 행정 구역인 7개의 주와 1개의 수도(비슈케크), 1개의 행정 도시(shaar)로 구성되어 있다. 차순위 행정 구역인 현은 이들 최상위 행정 구역에서 또 수많은 현으로 나뉜다.